# Gilbert Fastenaekens
Gilbert Fastenaekens, né à Bruxelles le 30 décembre 1955, est un photographe, vidéaste et plasticien belge.

## Biographie
Gilbert Fastenaekens est né le 30 décembre 1955. Son travail explore la notion de territoire, scrutant la ville, les paysages « naturels » et leurs mutations à travers une approche à la fois documentaire et artistique. Dès le début des années 1980, il est reconnu pour Nocturne, une série de lieux urbains photographiés de nuit. En 1984, il participe à la Mission photographique de la DATAR, dont l’enjeu est de représenter le paysage français des années 1980.
En plus de son activité de photographe et de vidéaste, Gilbert Fastenaekens a fondé en 1993 une maison d’édition avec Joël Van Audenhaege : ARP éditions. Il a également enseigné à l’École nationale supérieure des arts visuels de La Cambre ainsi qu’à l’École de Recherche Graphique de Bruxelles, et a été pendant plusieurs années intervenant extérieur en formation supérieure au Centre d’Enseignement Professionnel de Vevey (Suisse).

## Œuvres et parcours artistiques (Sélection)
L’un des fils conducteurs de l’œuvre de Gilbert Fastenaekens est l’observation et l’interprétation des territoires, qu’il explore de lui-même ou à l’occasion de missions photographiques. S’il est d’abord photographe, Gilbert Fastenaekens investit également le format vidéo (Libre de ce monde, Vis-à-vis, Besós, territoire élargi…).

### Nocturne(1980 - 1987)
Nocturne est une série de lieux urbains photographiés de nuit en Allemagne, en Angleterre, en Belgique et en France. Ces photographies, qui montrent des endroits déserts, envisagés comme des décors sans personnages où se révèle la dimension théâtrale de la ville, ont assuré une renommée internationale à Gilbert Fastenaekens.

### Essai pour une archéologie imaginaire(1983 - 1986)
Le cycle Essai pour une archéologie imaginaire correspond à une commande de la DATAR qui vise à rendre compte du paysage français dans les années 1980. Il s’agit d’une œuvre montrant des paysages industriels ou des intérieurs d'usines photographiés principalement en Lorraine. Dans ce cycle, Gilbert Fastenaekens s’attache notamment aux sites industriels et à leurs infrastructures, abordés comme les vestiges d’une civilisation oubliée ou inconnue.

### Noces(1988 - 1996)
Noces est un cycle de photographies prises dans la forêt de Vauclair, près de Reims, que traverse le Chemin des Dames. Pendant plusieurs années, Gilbert Fastenaekens vient photographier la même portion de cette forêt, une parcelle de cent mètres de longueur par trente mètres de largeur. En s'imposant des contraintes de temps et d’espace, le photographe accepte « le temps présent pour ce qu’il [est], révélant par là même son sens ».

### Site I(1991 - 1994)
Les photographies qui composent Site I résultent d’une mission photographique intitulée 04°50° et initiée par la galerie Contretype sur la ville de Bruxelles. Les photographies de grande taille (1,05 x 1,3 mètre), sont regroupés par cahiers thématiques (chantiers, carrefours en « T », ciels, verdures, etc.) et donnent à voir un inventaire des formes urbaines propre à l'artiste,. Il s’agit d’une cité en perpétuelle mutation, oscillant entre grandeur et banalité — un lieu de tous les possibles. Fragmentée de manière chaotique, elle invite à une quête dont le but même semble s’être effacé de la mémoire. Les cahiers sont exposés sur des lutrins et sont ouverts chaque jour sur une page différente, ce qui permet à l’exposition d’évoluer continuellement.

### Site II(1999 - 2004)
Site II est également un travail sur la ville de Bruxelles, où Gilbert Fastenaekens porte son attention sur les façades mitoyennes, « qui n’ont jamais été dessinées pour être montrées, qui relèvent non de l’architecture mais de la construction et qui, à force d’attendre en vain une mitoyenneté, sont devenues un repère, une marque, un phare dans la ville. Leurs forces obtuses et leur « beauté » sculpturalement photographique finissent par se mélanger pour former des mots incertains, voire des phrases décousues qui nous parlent d’urbanisme et nous permettent de lire la ville depuis les coulisses, des décors vers la scène. »
Site II est le premier cycle de Gilbert Fastenaekens à contenir des photos en couleur.

### Libre de ce monde(2006)
Libre de ce monde est un ensemble de vidéos tournées en plan fixe, où des personnes (seuls ou en groupe) s’abandonnent au fou-rire. Dans ces vidéos, Gilbert Fastenaekens s’intéresse à la perte ou à la reprise de contrôle qu’exercent ses sujets sur eux-mêmes.

### Vis-a-vis(2007)
Vis-à-vis résulte d’une commande du Musée de la photographie contemporaine de Milan. L’œuvre est formée de 5 vidéos juxtaposées, qui présentent de façon alternée des plans courts et fixes tournés à Milan où le spectateur voit des scènes de rues, des gestes simples du quotidien, des portraits soumis à la durée. L’installation vidéographique invite le spectateur à adopter la lenteur essentielle à l’appréciation contemplative du monde.

### Correspondance(2007 - 2013)
Dans Correspondance, Gilbert Fastenaekens met en regard 300 anciennes cartes postales montrant des vues de Bruxelles avec des photographies, dans lesquelles il s’attache à rendre compte très exactement du cadre initial de la carte postale. Loin d’être nostalgique, ce travail porte un regard neutre sur l’évolution architecturale de la ville.

### Besós, territoire élargi(2023-2024)
Cette commande du MACBA (Barcelone) a permis à Gilbert Fastenaekens de réaliser une vidéo tournée en juin et en novembre 2023, et présentée sur cinq écrans. L’enjeu de ce projet est de mettre en lumière des lieux de Barcelone qui n’ont jamais intégré le récit officiel de la ville, bien qu’ils soient essentiels à son fonctionnement. Ces vidéos, dépourvues de narration, reposent sur des plans fixes où le décor s’impose avant que n’apparaissent les acteurs et passants, dévoilant ainsi de multiples micro-récits du quotidien. Le projet comprend des vues urbaines ainsi qu’une série de portraits vidéographiques. Au montage, il s’agit de faire tenir ensemble ces plans sur cinq écrans alignés, tout en composant chaque enchaînement de manière à créer des effets d’addition, de contrepoint et de conjugaison entre les images.

## Distinctions
Gilbert Fastenaekens a reçu en France en 1986 le Prix Kodak de la critique photographique.
Il est membre titulaire de la Classe des Arts de l’Académie Royale de Belgique depuis le 15 mai 2004, et Grand Officier de l’Ordre de Léopold depuis le 15 novembre 2023.

## Expositions (Sélection)
- Espace Photographique Contretype, Bruxelles, Belgique, 1983
- Paysages Photographies. Mission photographique de la DATAR, Palais de Tokyo, Paris, France, 1985
- La Ciutat Fantasma, Fundació Joan Miró, Barcelone, Espagne, 1985
- Urban Landscapes, Galerie Perspektief, Rotterdam, Pays-Bas, 1986
- Théâtre des réalités, Centre National de la Photographie, Paris et Caves Sainte-Croix, Metz, France, 1986
- Musée d'Art Moderne, Fundação Gulbenkian, Lisbonne, Portugal, 1988
- Ficcions intimes, Fundació Joan Miró, Barcelone, Espagne, 1988
- 04°50°. La mission photographique à Bruxelles, Espace Photographique Contretype, Bruxelles, Belgique, 1991
- Poesis. Aspects of Contemporary Poetic Activity, The Fruitmarket Gallery, Édimbourg, Royaume-Uni, 1992
- Wasteland, Fotografie Biënnale, Rotterdam, Pays-Bas, 1992
- Jardins do Paraiso, Centre Culturel de Belèm, Lisbonne, Portugal, 1993
- Summer Nights, Stephen Cohen Gallery, Los Angeles, États-Unis, 1993
- Palazzo Gambalunga, Rimini, Italie,1994
- Bibliothèque Nationale de France, Paris, France, 1995
- Paysages : lieux et non-lieux, Tutesaal, Luxembourg, 1995
- Il San Gottardo, Galleria Gottardo, Lugano, Suisse, 1997
- Motivation Landschaft, Museum für Photographie, Braunschweig, Allemagne, 1997
- Private fiction, Fundació Joan Miró, Barcelone, Espagne, 1998
- Natur-Vegetation, Fotogalerie Wien, Vienne, Autriche, 1998
- Linea di confine « Laboratorio di fotografia 9, Area Urbana Fiorano Modenese, Fiorano, Italie, 2001
- Wiel’s !, exposition en préfiguration du futur centre d’art contemporain de Bruxelles, Belgique, 2003
- Le Château d'Eau, Toulouse, France, 2003
- Temps photographique / retards en papier, Galerie Blanche / Unité d’habitation Le Corbusier, Briey-en-Forêt, France, 2004
- Trans Emilia, Linea Di Confine, Fotomuseum Winterthur, Suisse, 2005
- Storie immaginate in luoghi reali, MUFOCO, Museo di Fotografia Contemporanea, Cinisello Balsamo, Milan, Italie, 2008
- Universal Archive, MACBA, Museu d’Art Contemporani, Barcelone, Espagne, 2009
- Correspondance, Archives de la Ville de Bruxelles, Belgique, 2010
- Libre de ce monde, Galerie Blanche / Unité d’habitation Le Corbusier, Briey-en-Forêt, France, 2011
- Noces, Domaine de Chaumont-sur-Loire, Chambre de la Princesse, Château, Chaumont-sur-Loire, France, 2011
- Beyond the Document. Bozar, Bruxelles, Belgique, 2011
- In Silence, rétrospective, Le Botanique, Bruxelles, Belgique, 2015
- En Espana. Fotografia, encargos,territorios, 1983-2009, Museo ICO, Madrid, Espagne, 2021
- Voix, Parlement Européen, Bruxelles, Belgique, 2024
- Unknown City Beneath the Mist, MACBA, Museu d’Art Contemporani, Barcelone, Espagne, 2024

## Livres, textes, entretiens, films

### Monographies
- Nocturne, Le Fennec / Galerie Catherine Mayeur, 1993
- Essai pour une archéologie imaginaire, ARP éditions, 1994
- Site, ARP éditions et CFC-Éditions, 1997
- Noces, ARP éditions, 2004
- Correspondance, ARP2 éditions, 2010
- In Silence, CFC Édition, 2015

### Catalogues, livres collectifs (sélection)
- L’Usine, Contrejour, 1986
- Gilbert Fastenaekens, six abbayes, conception du catalogue : Thomas Hirschhorn, art press & Site abbatial de Saint-Michel en Thiérache, 1988
- Paysages photographies. En France les années quatre-vingt. Mission photographique de la DATAR, Paris, Hazan, 1989
- Les Quatre Saisons du Territoire : L’été, Le Printemps, L’hiver, L’automne, Belfort, Granit-CAC/Les Éditions de l’Est, 1989-1991 (4 vol.)
- Dominique Baqué, La photographie plasticienne, un art paradoxal, Éditions du regard, Paris 1998
- Gilbert Fastenaekens / Area urbana Fiorano Modenese / Laboratorio di Fotografia 9, Linea di Confine per la Fotografia Contemporanea, 2000
- Dominique Baqué , Photographie plasticienne, L’extrême contemporain, Éditions du regard, Paris 2004
- Passaggi Fotografici / Guido Guidi, Lewis Baltz, Francesco Raffaelli, Gilbert Fastenaekens, Piazza Editore, Italie 2007
- L’alibi documentaire – Regards actuels, Centre Wallonie-Bruxelles, Paris, 2008
- 500 chefs-d’oeuvre de l’art belge, Éditions Racine / lannoo / Le Soir, Bruxelles 2008
- Christine Ollier, Paysage Cosa Mentale, le renouvellement de la notion de paysage à travers la photographie contemporaine, Éditions LOCO, Paris 2013
- Paysages français : Une aventure photographique 1984-2017, BNF Éditions, 2017
- Photo Book Belge 1854-Now, Hannibal Publishing / FOMU Anvers 2019
- Noir et Blanc, Une esthétique de la photographie, Collections de la Bibliothèque nationale de France, BNF Éditions 2020
- En España. Fotografía, encargos,territorios, 1983-2009, Museo ICO et RM, Madrid-Mexico, 2021
- Una ciudad desconocida bajo la niebla. Nuevas imágenes de la Barcelona de los barrios, MACBA, Barcelone 2024

### Entretiens
- 2014 : Soirée exceptionnelle « Nuit Noire », Cité de l'architecture et du patrimoine, Paris, France[23]
- 2016 : Entretien avec Fastenaekens, Danielle Leenaerts, Gilbert Fastenaekens, Académie royale de Belgique[24]

### Films
- Gilbert Fastenaekens Photographe, Carole Laganière (réalisatrice), 1988
- Gilbert Fastenaekens : Paysages industriels, Frédéric Compain (réalisateur), 1990

## Collection (Sélection)
- Musée de la Photographie, Charleroi, Belgique
- FOMU, Foto museum, Anvers, Belgique
- Proximus Art Collection, Bruxelles, Belgique
- Banque Nationale de Belgique, Bruxelles, Belgique
- ING Belgium Collection, Bruxelles, Belgique
- Musée d’Ixelles, Bruxelles, Belgique
- Archives de la ville de Bruxelles, Belgique
- Parlement de la Région de Bruxelles-Capitale, Belgique
- BnF, Bibliothèque Nationale de France, Paris, France
- Musée national d’art moderne, Centre Pompidou, Paris, France
- Château d’Eau, Toulouse, France
- CRP, Centre Régional de la Photographie Hauts-de-France, Douchy-les-Mines, France
- CAC, Centre d’Action Culturelle, Belfort, France
- Cnap, Centre National des arts plastiques, Paris, France
- FNAC, Fonds national d’art contemporain, Paris, France
- Musée d’Aurillac, France
- Musée d’Arts de Nantes, France
- MEP, Maison Européenne de la Photographie, Paris, France
- FRAC Lorraine, Metz, France
- Fundació Joan Miró, Barcelone, Espagne
- Tucson Museum of Art, Arizona, États-Unis
- Daum Museum of Contemporary Art, Sedalia, Missouri, États-Unis
- MUFOCO, Museo di Fotografia Contemporanea, Cinisello, Milan, Italie
- Linea di Confine per la Fotografia Contemporanea, Rubiera, Reggio d'Émilie, Italie
- Fundação Gulbenkian, Lisbonne, Portugal
- Harvard University Museum, Boston, Royaume-Uni
- Banca del Gottardo, Lugano, Suisse